# モンスーン海流

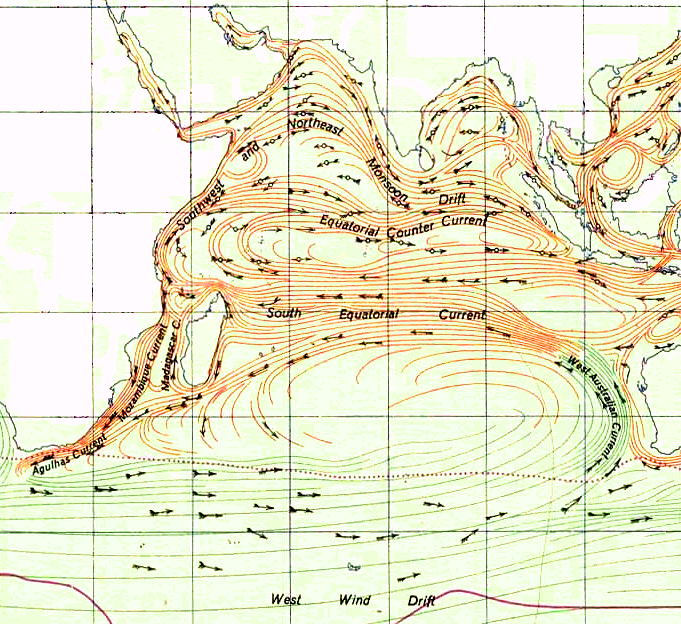
インド洋循環図。Southwest and Northeast Monsoon Drift（南西季節風海流）と書かれている。

モンスーン海流（モンスーンかいりゅう、Monsoon current）は、インド洋北部に生ずる海流。この海流はモンスーン（季節風）によって生じる吹送流であるので、この名がつけられた。季節風海流とも呼ばれ、冬季と夏季で海流の流れる方向が逆転する（季節流）。
インド洋北部では、冬には北東季節風が、夏には南西季節風が発達する。これに対応して夏には北東に流れるソマリア海流が東に転じて、時計回りのモンスーン海流（南西季節風海流）となり、冬には反時計回りのモンスーン海流（北東季節風海流）となる。しかし冬季には北赤道海流が発達するため、北東季節風海流は不明瞭である。